# Годдард, Арабелла
Арабе́лла Годдард (англ. Arabella Goddard-Davison; 12 января 1836, Сен-Серван-сюр-Мер — 6 апреля 1922, Булонь-сюр-Мер) — английская пианистка, композитор и музыкальный педагог.

## Биография
Арабелла Годдард родилась 12 января 1836 года в семье Томаса Годдарда (англ. Thomas Goddard), наследника фирмы по производству столовых приборов в Солсбери и Арабеллы (урождённой Инглес; англ. Arabella Ingles). Её родители были частью английской общины экспатриантов, живших во французском городке Сен-Серван-сюр-Мер недалеко от Сен-Мало в регионе Бретань. Она всю жизнь очень гордилась своим французским происхождением и часто приправляла свою речь фразами на  французском языке.
В шесть лет Арабеллу Годдард отправили в Париж учиться у Фридриха Вильгельма Михаэля Калькбреннера; она продемонстрировала такой талант, что её вполне заслуженно чествовали как вундеркинда.
Во время революции 1848 года во Франции семья Годдардов стала испытывать финансовые затруднения и была вынуждена вернуться в Англию; там у Арабеллы были дополнительные уроки музыки с Люси Андерсон и Сигизмундом Тальбергом.

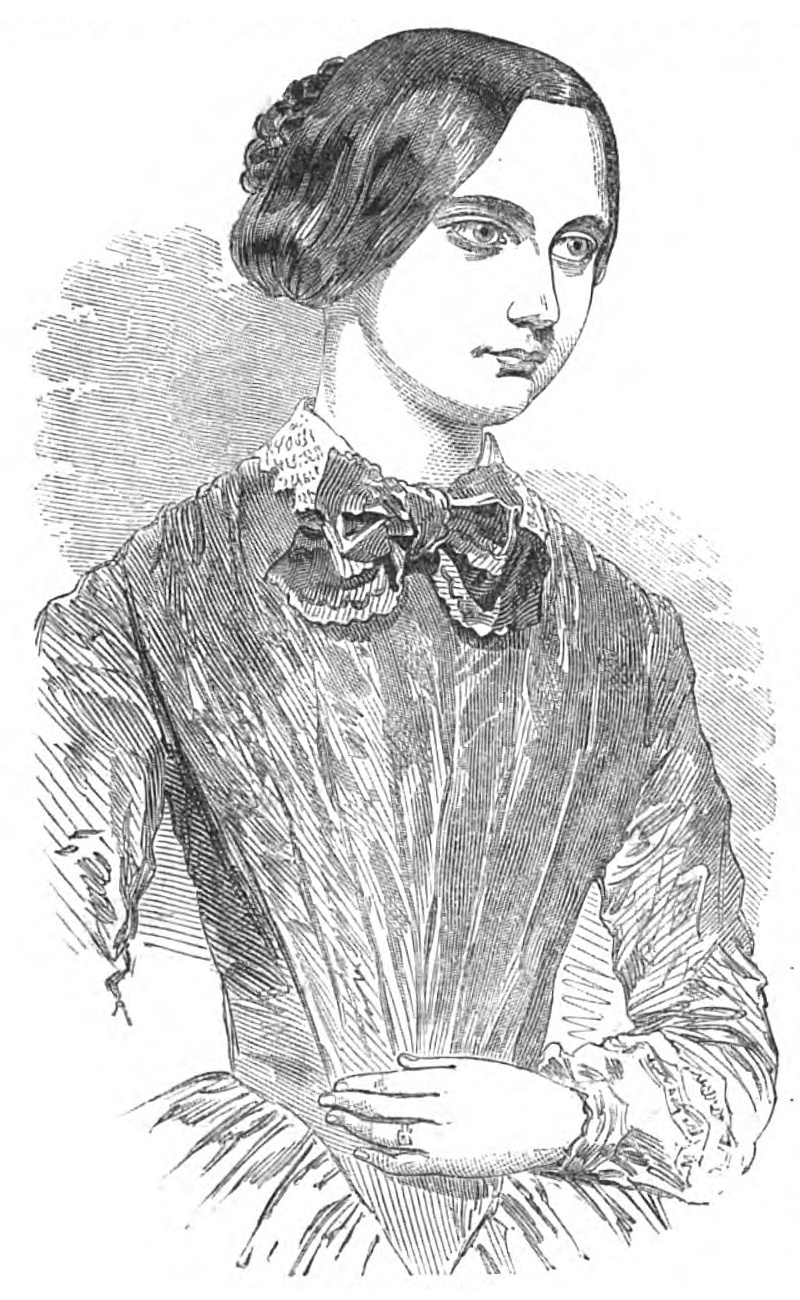
А. Годдард (1850)

Впервые Арабелла Годдард появилась на публике в 1850 году под управлением ирландского дирижёра и композитора Майкла Уильяма Балфа на Большом национальном концерте в Театре Её Величества.
Тальберг направил её на обучение к Джеймсу Уильяму Дэвисону (1813–1885), музыканту и главному музыкальному критику газеты «The Times». Официально она дебютировала 14 апреля 1853 года, сыграв сонату Людвига ван Бетховена «Hammerklavier», впервые прозвучавшую в Англии. В 1854—1855 гг. А. Годдард проживала в Германии и Италии. Она играла на концерте в лейпцигском Гевандхаузе и была довольно благосклонно встречена немецкими критиками.
Годдард была одной из первых пианисток, которые играли сольные концерты по памяти, хотя во время своих выступлений она и держала партитуру впереди.

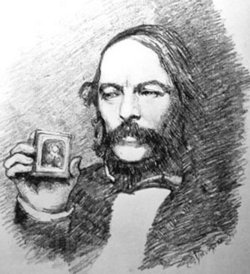
Дэвисон, Джеймс Уильям (муж)

Вернувшись в Великобританию Арабелла Годдард давала концерты с Королевским филармоническим обществом в Хрустальном дворце и на популярных концертах по понедельникам в Сент-Джеймс-холле. В 1857 и 1858 годах, помимо прочего, она исполняла в Лондоне все сонаты позднего Бетховена, большинство из которых все ещё были совершенно новыми для британской публики.
В 1859 году она вышла замуж за своего бывшего наставника Джеймса Уильяма Дэвисона; на момент свадьбы ей было 23 года, а ему 46 лет. Неизвестно насколько счастливым был этот брачный союз, известно лишь, что у них родились два сына, Генри и Чарльз; после рождения последнего супруги разошлись.
В 1871 году она вошла в первую группу музыкантов получивших Золотую медаль Королевского филармонического общества.

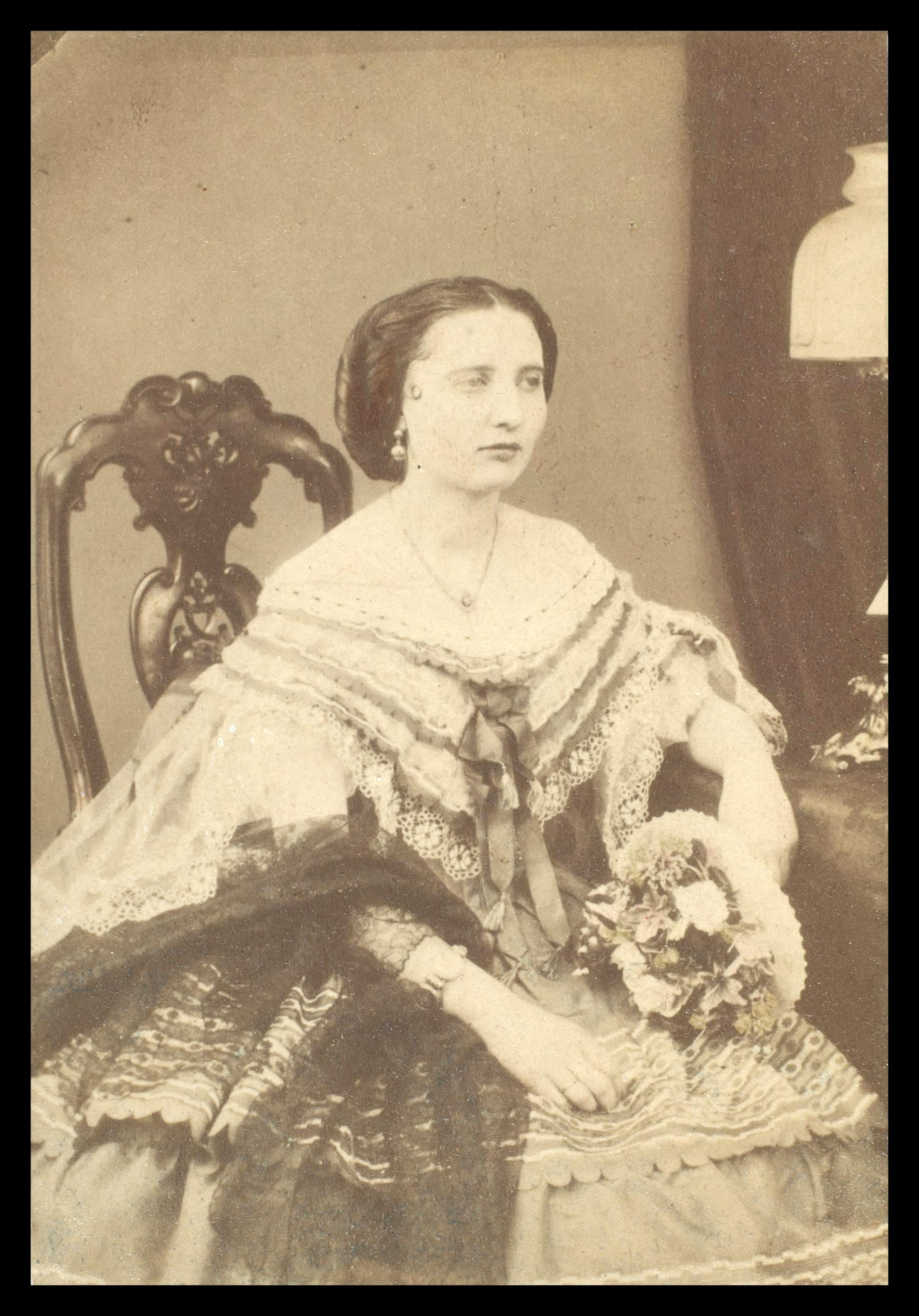
А. Годдард (~ 1860)

С 1873 по 1876 год она участвовала в большом кругосветном турне, организованном австралийским театральным менеджером Робертом Спэрроу Смайтом по Соединённым Штатам, Канаде, Австралии, Новой Зеландии, Индии, Китаю, Гонконгу, Сингапуру и Яве. В Новом Свете критики были менее впечатлены её романтизмом, но им понравилось её классическое исполнение. Это могло быть связано с влиянием на неё супруга: он не одобрял никаких композиторов после Феликса Мендельсона. В июне 1874 года, когда она возвращалась в Таунсвилл с Явы, её корабль потерпел крушение, и ей пришлось провести ночь в открытой лодке под проливным дождём с французским канатоходцем Шарлем Блонденом, который также был участником этого турне. В октябре 1875 года она появилась в Нью-Йорке с немецкой оперной певицей Терезой Титьенс.
Второй (после Шекспира) по популярности драматург в английском театре Джордж Бернард Шоу был настолько поражён её способностью исполнять самые сложные пьесы, что называл Марию Тересу Карреньо (по прозвищу «Королева фортепиано») лишь «второй Арабеллой Годдард».
В 1880 году Арабелла Годдард оставила концертную деятельность и более уже не выступала на больших сценах.
В 1882 году, в Лондоне, под патронатом принца Уэльского Эдуарда, был учреждён Королевский колледж музыки, а на следующий год начались занятия и Годдард стала одним из первых педагогов этого музыкального учебного заведения.
Ряд композиторов посвятили ей свои произведения; в их числе «Соната для фортепиано ля-бемоль» Уильяма Стерндейла Беннета (Ор. 46 «Орлеанская дева»). Сама Годдард также сочинила небольшое количество фортепианных пьес, в том числе сюиту из шести вальсов.
Арабелла Годдард умерла 6 апреля 1922 года на севере Франции в городке Булонь-сюр-Мер на 87-м году жизни.